# Alex Chola
Alex Chola   (República Democràtica del Congo, 6 de juny de 1956 - Libreville, 27 d'abril de 1993) és un exfutbolista zambià de la dècada de 1970.
Fou internacional amb la selecció de futbol de Zàmbia.
Pel que fa a clubs, destacà a Solbena F.C. (1972-73), Mufulira Blackpool (1974-79) i Power Dynamos (1980-85).
Equips entrenats:
- 1985–1990: Power Dynamos
- 1992–1993: Power Dynamos

Va morir en l'accident aeri de la selecció de futbol de Zàmbia de 1993.